# Jeanne Rozerot
Jeanne Rozerot, née le 14 avril 1867 à Rouvres-sous-Meilly et morte le 22 mai 1914 à Paris, est une lingère française qui fut la maîtresse d'Émile Zola et la mère de ses deux enfants.

## La rencontre
Jeanne Rozerot, fille d'un ouvrier agricole et orpheline de mère, est venue à Paris pour se placer. En mai 1888, embauchée comme lingère et couturière par l'épouse d'Émile Zola, elle fait la connaissance de celui-ci dans leur maison de Médan. Elle suit le couple lors de ses vacances à Royan, avec deux autres domestiques,.
L'écrivain aborde alors la cinquantaine et s'interroge sur le sens de sa vie. Celle-ci bascule brutalement : « Ma femme n'est pas là […] Eh bien je ne vois pas passer une jeune fille comme celle-ci sans me dire : “Ça ne vaut-il pas mieux qu'un livre ?” », confie-t-il à Edmond de Goncourt. Jeanne a les cheveux noirs, les yeux clairs, la taille très fine. Pour la séduire, Zola perd du poids en suivant un régime strict, muscle son corps en parcourant la campagne sur une bicyclette Rudge : pour elle, il rajeunit. Ils deviennent amants le 11 décembre 1888 : Émile a alors quarante-huit ans et Jeanne vingt et un.
Émile Zola installe sa maîtresse au no 66 rue Saint-Lazare à Paris, puis à Cheverchemont sur la commune de Triel-sur-Seine, et enfin à Verneuil-sur-Seine, à proximité de Médan. C'est avec elle qu’il a ses deux seuls enfants : Denise et Jacques. À la demande d'Alexandrine Zola, femme légitime d'Émile, les enfants reçurent le nom de leur père naturel à la mort de celui-ci. Denise (20 septembre 1889-12 décembre 1942) reçut le nom Émile Zola à la suite d'une décision du tribunal civil de Paris le 29 mai 1908 puis par décret de M. le Président de la République le 4 mai 1909, et Jacques (25 septembre 1891-14 janvier 1963) reçu le nom Émile Zola par décret de M. le Président de la République le 13 juin 1892, puis par le tribunal civil de Paris le 28 juillet 1893. Nés hors mariage, ils portent le nom de leur mère, Rozerot puis Émile-Zola.

## La double vie d'Émile Zola
Il semble qu'Alexandrine Zola, épouse du romancier, découvre cette liaison à la fin de l'année 1891. Elle réagit violemment. La naissance des enfants ajoute à son désespoir, elle qui n'en a pas eu avec son mari. Les Zola ne divorcent pas, l'écrivain s'étant engagé à ne pas abandonner sa femme et à lui conserver son statut officiel d'hôtesse de Médan. Alexandrine exige qu'il ne voie plus Jeanne Rozerot : il le lui promet mais poursuit ses relations avec celle-ci, ce qui le contraint au mensonge.
Cependant, à la mort de son mari, Alexandrine demandera et obtiendra que les deux enfants d'Émile et Jeanne portent officiellement le nom de famille de leur père.
Par une lettre du 16 août 1892, Zola explique à Jeanne Rozerot qu'il évite le scandale en ne se séparant pas de sa femme, et lui assure que les enfants recevront une part de son héritage. Il partage dès lors sa vie entre les deux foyers : celui où vivent Jeanne et ses enfants, et celui où il habite avec son épouse Alexandrine. Sa maîtresse et ses deux enfants séjournent l'été à Verneuil-sur-Seine, où Émile Zola leur rend visite quotidiennement à bicyclette et réalise de nombreuses photos de famille,,. Mais il note en juillet 1894 : « Je ne suis pas heureux. Ce partage, cette vie double que je suis forcé de vivre finissent par me désespérer. J’avais fait le rêve de rendre tout le monde heureux autour de moi, mais je vois bien que cela est impossible. »

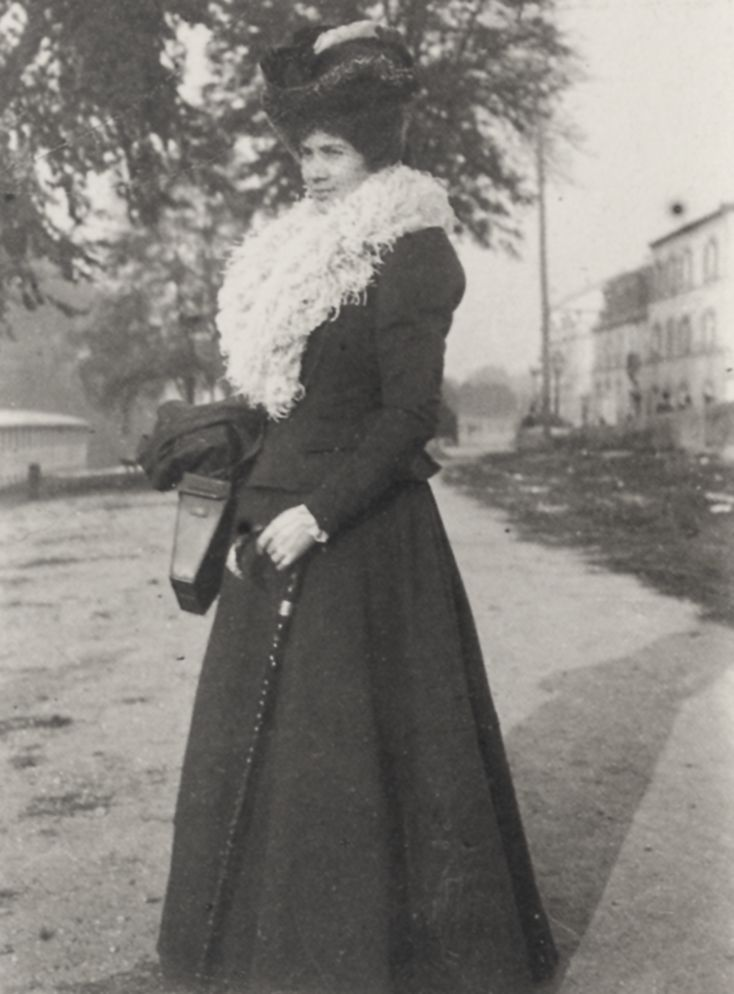
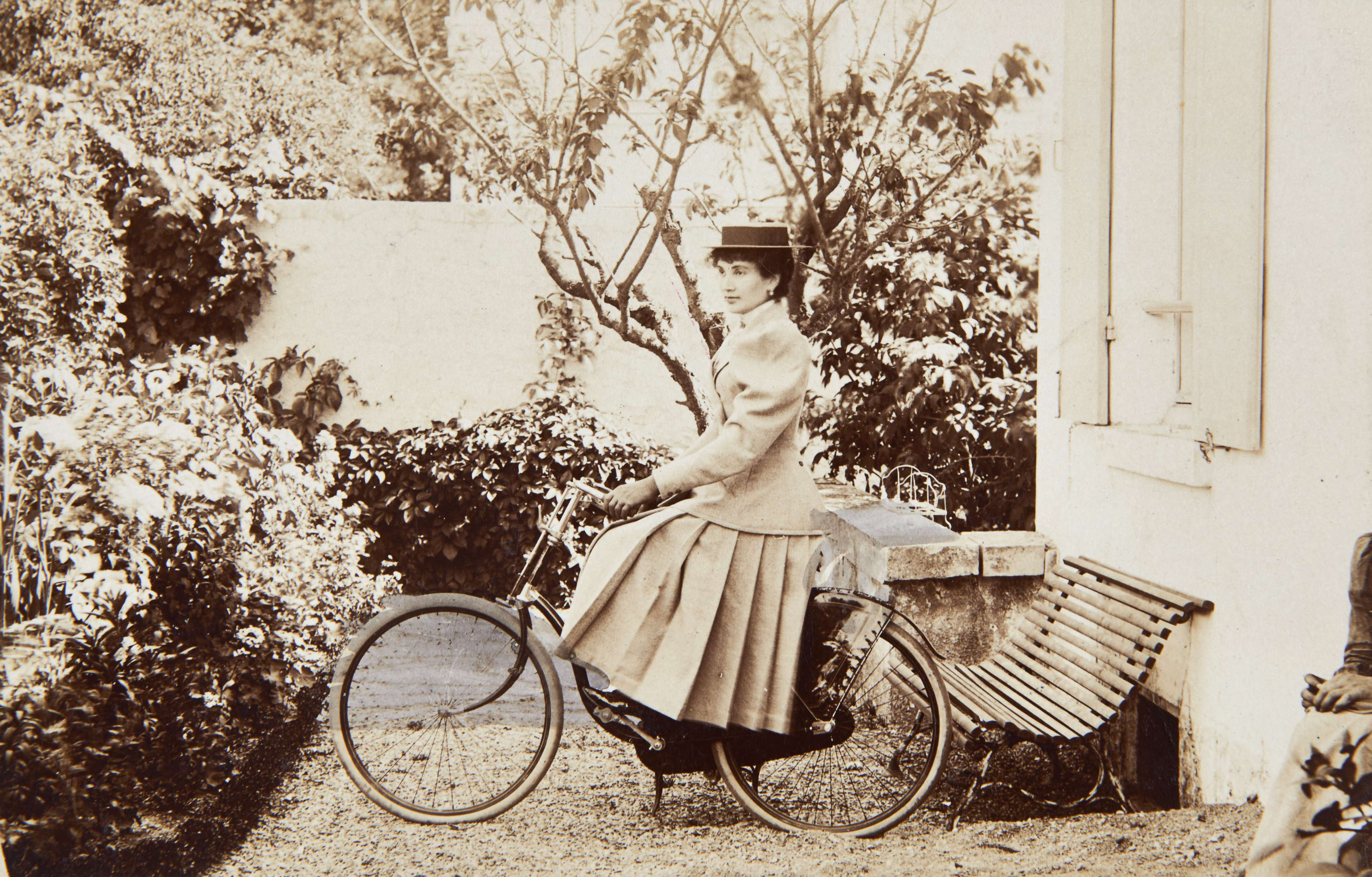
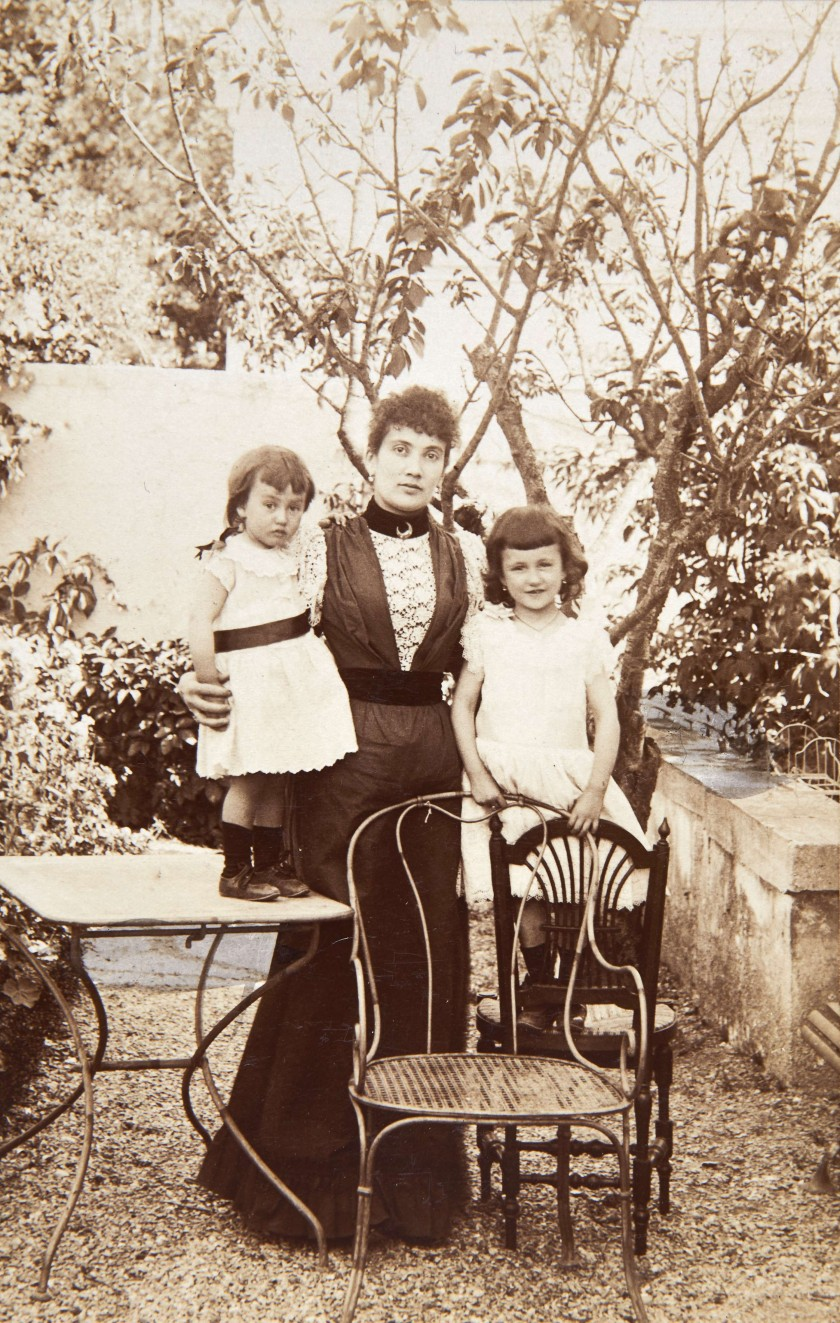
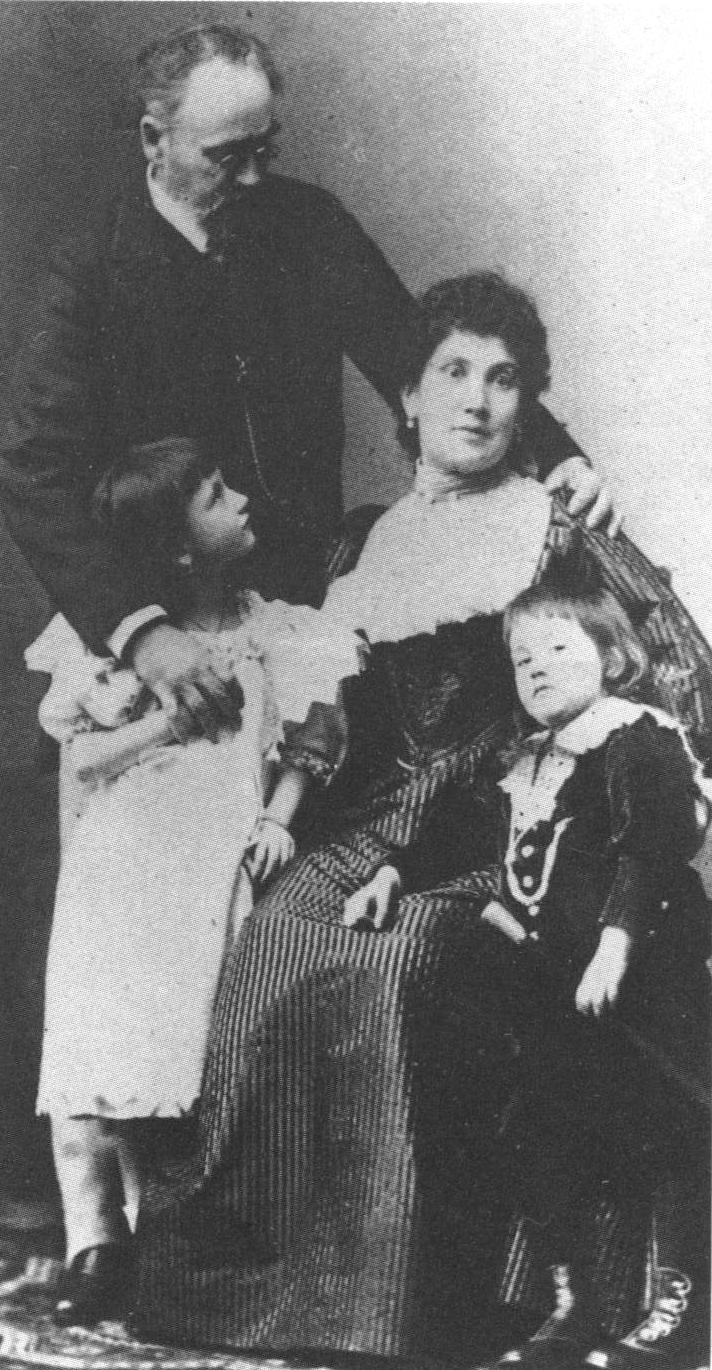
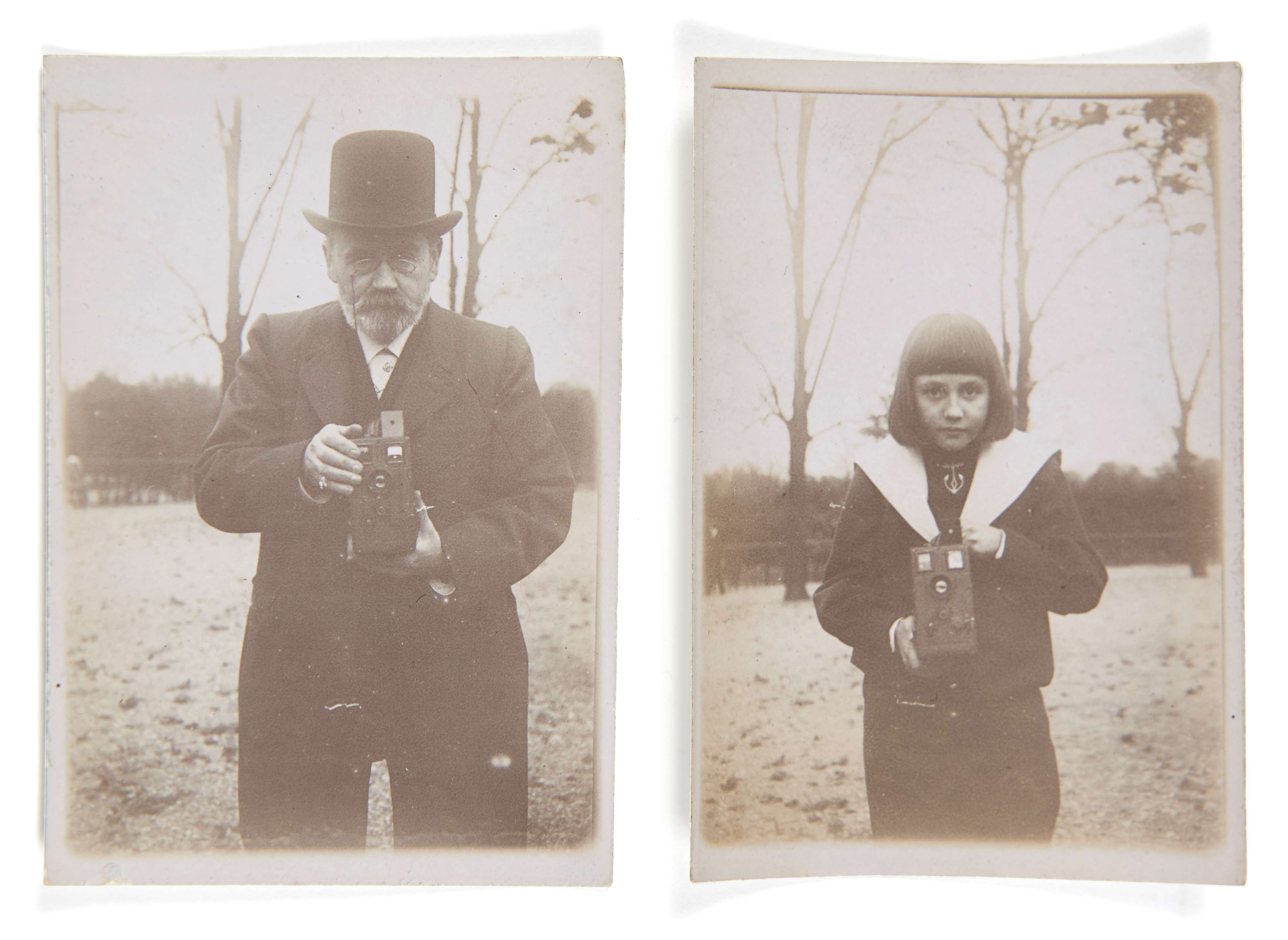

La même dévotion pour l'écrivain unit la maîtresse et l'épouse légitime. Si en 1902 Jeanne Rozerot et ses enfants ont suivi les funérailles de Zola perdus dans la foule, Alexandrine et Jeanne assistent ensemble, en 1908, à l'entrée au Panthéon de celui qui fut l'homme de leur vie à toutes deux.
- Denise Émile-Zola épousera Maurice Le Blond. Ils auront trois enfants : Aline (1909-1994), Françoise (1911-2005) et Jean-Claude (1914-1999).
- Jacques Émile-Zola devient docteur en médecine, il épousera Marguerite Victoria-Louise Bruniaux (1891-1962). Ils auront un enfant : François (1917-1989).

Jeanne Rozerot meurt au 7 rue de la Chaise (7e) le 22 mai 1914 à 11 heures 30 du matin au cours d'une intervention chirurgicale. Denise et Jacques accompagnent son cercueil au cimetière de Rouvres-sous-Meilly, sa terre natale. La maison de Verneuil-sur-Seine, entièrement restaurée entre 2014 et 2016, figure au registre de bâtiments de la fondation du patrimoine.